# Ämnesföreningen Stadga r.f.
Ämnesföreningen Stadga r.f. är ämnesföreningen för svenskspråkiga juridikstuderande i Åbo. Föreningen grundades 1996 för att gynna och utveckla den juridiska utbildningen vid Åbo Akademi och för att fungera som intresseorganisation för rättsnotariestuderandena vid universitetet. Föreningen har kring 200 medlemmar, varav en del bedriver sina magisterstudier vid Åbo universitet och Helsingfors universitet. Föreningen är medlem i Finlands Juristförbund. Stadgas kansli finns i huset för Åbo Akademis rättsvetenskapliga institution Domvillan.